# Juhas zmarł
Juhas zmarł – utwór zespołu Skaldowie, skomponowany przez Andrzeja Zielińskiego do tekstu Tadeusza Aleksandrowicza, używającego pseudonimu Małgorzata Jaasne. 
Piosenka utrzymana jest w swingującym rytmie, z wykorzystanymi stylizowanymi góralskimi tematami. Po raz pierwszy utwór został zarejestrowany w formie instrumentalnej, na sesji dla radia w Saarbrucken, latem 1971 roku. W dniach 22/23 maja 1972, Skaldowie nagrali go na album Krywań, Krywań. Istnieje też wersja zarejestrowana dla Polskiego Radia (1972). Jesienią 1972 roku koncertując w Związku Radzieckim, Skaldowie nagrali piosenkę (wraz z sześcioma innymi) na album Skaldy. Juhas zmarł znajdował się w repertuarze koncertowym grupy od jesieni 1971 do końca 1972 roku. Po wielu latach został wykonany 22 sierpnia 2008, na Międzynarodowym Festiwalu Folkloru Ziem Górskich w Zakopanem.

## Muzycy biorący udział w nagraniu
- Andrzej Zieliński – fortepian, śpiew;
- Jacek Zieliński – śpiew, trąbka, instrumenty perkusyjne;
- Konrad Ratyński – gitara basowa, śpiew;
- Jerzy Tarsiński – gitara;
- Jan Budziaszek – perkusja;

### Gościnnie
- Józef Gawrych – congas;